# سكوت ويلز
سكوت ويلز (بالإنجليزية: Scott Wills)‏ هو ممثل نيوزيلندي، ولد في 1971 في أوكلاند في نيوزيلندا.

## أعمال

### أفلام
- (2005) بوغي مان[5]
- (2015) الضوء بين المحيطات

## وصلات خارجية
- سكوت ويلز على موقع IMDb (الإنجليزية)
- سكوت ويلز على موقع ألو سيني (الفرنسية)
- سكوت ويلز على موقع أول موفي (الإنجليزية)
- سكوت ويلز على موقع قاعدة بيانات الفيلم (الإنجليزية)
- سكوت ويلز على موقع كينوبويسك (الروسية)